# Aszotawan
Aszotawan – wieś w Armenii, w prowincji Sjunik. W 2011 roku liczyła 589 mieszkańców.